# Campionati del mondo di ciclismo su strada 1924
I Campionati del mondo di ciclismo su strada 1924 si disputarono a Parigi in Francia il 2 agosto 1924.
Fu assegnato il titolo Uomini Dilettanti, gara di 180,000 km.

## Medagliere
| Pos.   | Nazione  | Oro | Argento | Bronzo | Totale |
| ------ | -------- | --- | ------- | ------ | ------ |
| 1      | Francia  | 1   | 0       | 1      | 2      |
| 2      | Svizzera | 0   | 1       | 0      | 1      |
| Totale | Totale   | 1   | 1       | 1      | 3      |

## Sommario degli eventi
| Eventi                 | Oro                  | Tempo    | Argento              | Tempo | Bronzo                     | Tempo |
| Uomini Dilettanti      |                      |          |                      |       |                            |       |
| Gara in linea dettagli | André Leducq Francia | 5h30'34" | Otto Lehner Svizzera | ?     | Armand Blanchonnet Francia | ?     |